# Gottlieb Friedrich Christmann
Gottlieb Friedrich Christmann (22 de febrero de 1752 - 1836 ) fue un botánico y pteridólogo alemán.
Fue también editor y en coautoría con Georg Panzer introducen por primera vez en Alemania, la producción científica del genial Carlos Linneo, editando Vollstandiges Pflanzensystem, L.; en quince tomos de 14 vols., en Núremberg, desde 1777 a 1788.

## Otras publicaciones
- 1811. Alltagsgebete für Kinder: nebst einer Umschreibung des Vaterunsers

- 1758. Onomatologia Medica Completa Seu Onomatologia Historiae Naturalis, Oder Vollständiges Lexicon Das Alle Benennungen Der Kunstwörter Der Naturgeschichte Nach Ihrem Ganzen Umfang Erkläret, Etc. [vol. 5-7 de G.F. Christmann. vol. 1 con prefacio de P.F. Gmelin. vol. 2 con prefacio de J.C. Schäffer.]

- 1756. Onomatologia medica completa oder Medicinisches Lexicon, das alle Benennungen und Kunstwörter welche der Arzneywissenschaft und Apoteckerkunst eigen sind, deutlich und vollständig erkläret. Con Johann Friedrich Gmelin, Albrecht von Haller. Ed. Gaum

## Honores

### Eponimia
Género
- (Incertae sedis) Christmannia Dennst.[2]

Especies
- (Myrtaceae) Syzygium christmannii Merr. & L.M.Perry[3]
- La abreviatura «Christm.» se emplea para indicar a Gottlieb Friedrich Christmann como autoridad en la descripción y clasificación científica de los vegetales.[4]

A noviembre de 2016, se poseen 32 registros IPNI de sus identificaciones y clasificaciones de nuevas especies, las que publicaba habitualmente en Pflanzensyst. y en Vollst. Pflanzensyst.